# Schöner Gigolo, armer Gigolo
Schöner Gigolo, armer Gigolo (em inglês:  Just a Gigolo, História de um Gigolô (título em Portugal) ou Apenas um Gigolô (título no Brasil)) é um filme da República Federal da Alemanha lançado em 1978, com direção de David Hemmings e estrelado por David Bowie, Kim Novak, David Hemmings, Sydne Rome e Marlene Dietrich em seu último trabalho de atuação no cinema.
Lançado em 16 de novembro de 1978 em Berlim, a versão original possui 147 minutos de duração, enquanto e versão norte-americana, lançada em 21 de abril de 1981 no Houston Film Festival, tinha apenas 98 minutos de projeção.

## Sinopse
Um oficial prussiano (interpretado por David Bowie) retorna para Berlim ao fim da Primeira Grande Guerra e sem encontrar um emprego que não fosse braçal, torna-se um gigolô para mulheres ricas e solitárias no bordel da Baronesa (interpretada por Marlene Dietrich). Após casos e descasos, o oficial acaba morrendo em um combate de rua entre nazistas e comunistas e seus restos mortais tornam-se alvo de uma disputa entre os dois lados. Os nazistas conseguem a guarda do corpo e realizam uma cerimônia para enterrá-lo com honras de herói, porém, o gigolô nunca apoiou nenhuma das causas, tanto comunista como nazista.

## Críticas
O filme foi mal recebido por onde foi lançado. Na Alemanha, o longa foi retirado dos cinemas poucos dias após o seu lançamento. Nos Estados Unidos, os críticos especializados dos principais jornais consideraram um melodrama estranho ou "desajeitadamente feito". Na Inglaterra, lançado em 14 de fevereiro de 1979, foi considerado "sem qualquer substância".

## Músicas e filmagens
David Bowie, que na época das filmagens morava em Berlim, gravou uma música especialmente para o filme, porém, nunca a gravou. Enquanto a música Just a Gigolo, sucesso popular da década de 1920, foi interpretada por Marlene Dietrich no filme. Esta versão tornou-se sucesso na carreira solo de David Lee Roth.
Apesar de participarem do mesmo elenco, David Bowie e Marlene Dietrich não contracenaram juntos. Marlene não tinha o interesse em viajar para a Alemanha, local das filmagens, portanto, suas cenas foram filmadas em Paris, onde morava, sem a presença do cantor. O diretor de continuação e o diretor de edição finalizaram o filme.